# Koronowo
Koronowo er en by i voivodskabet Kujavien-Pommern i Polen ved floden Brda med 11.384(2013) indbyggere. Byen ligger 23 kilometer fra Bydgoszcz. Koronowo gmina har 24.137 indbyggere.
Tre kilometer fra Koronowo går floden Brda forbi ferieområdet Pieczyska, der er et populært feriested i voivodskabet Kujawsko-Pomorskie.

## Ekstern henvisning
- Wikimedia Commons har flere filer relateret til Koronowo